# Arthur Wellesley, 1. Duke of Wellington

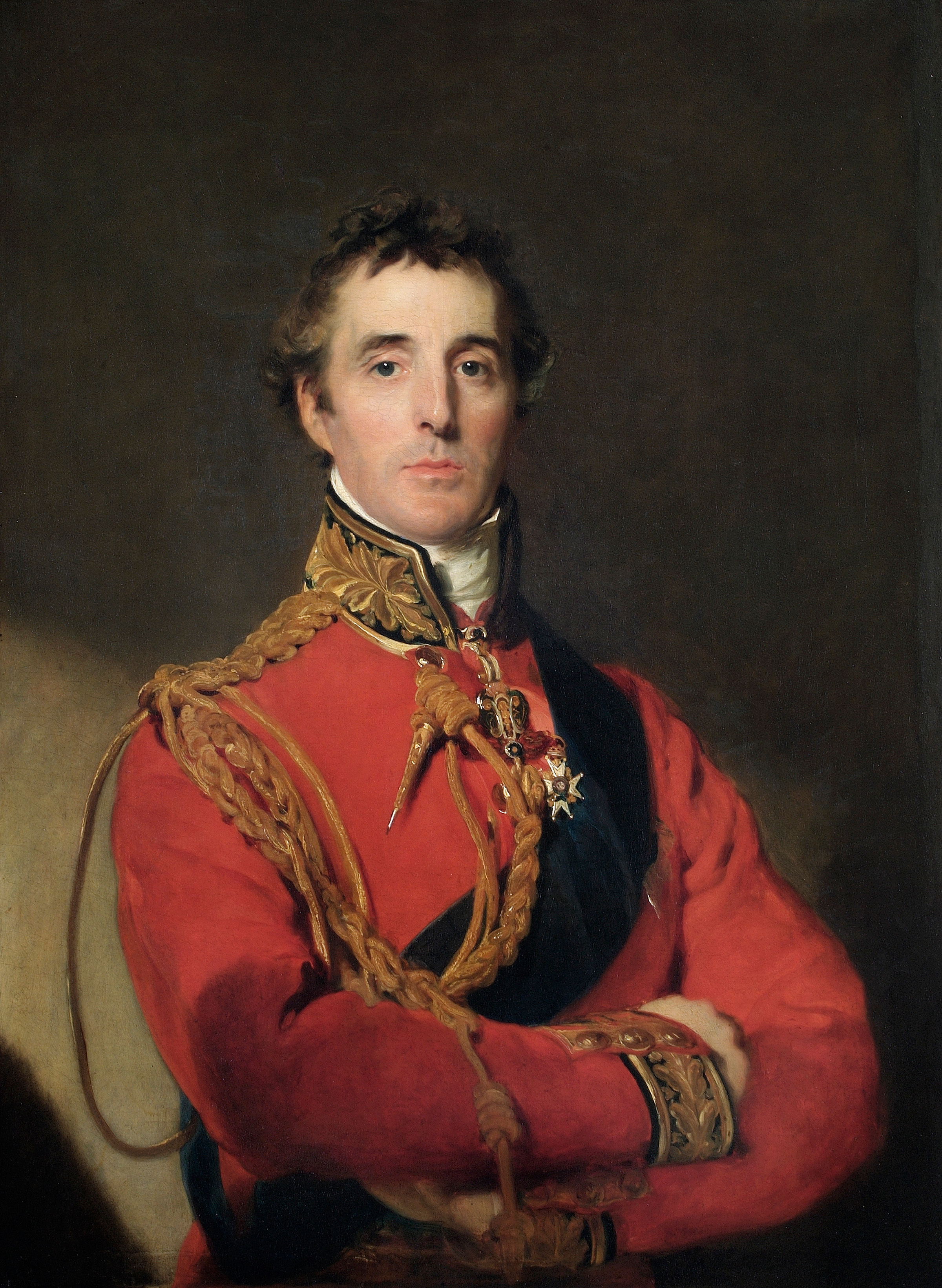
Arthur Wellesley, 1st Duke of Wellington, Gemälde von Sir Thomas Lawrence (um 1815; Apsley House, London). Wellesleys Unterschrift:

Arthur Wellesley, 1. Duke of Wellington (* vermutlich 1. Mai 1769 in Dublin, Irland; † 14. September 1852 in Walmer Castle bei Deal, Kent, England), war Feldmarschall und der herausragendste britische Militärführer der napoleonischen Zeit sowie britischer Außen- und zweimal Premierminister. Die von ihm und dem preußischen Feldmarschall Blücher befehligten Truppen siegten über Napoleon in der Schlacht bei Waterloo.

## Leben

### Herkunft und Kindheit
Wellesley stammte aus englisch-irischem Adel und war der dritte überlebende Sohn von Garret Wesley, 1. Earl of Mornington und Anne, der Tochter von Arthur Hill-Trevor, 1. Viscount Dungannon. Der genaue Tag und Ort seiner Geburt sind nicht sicher. Vermutlich wurde er in Mornington House, 24 Upper Merrion Street in Dublin geboren. Sein älterer Bruder Richard Colley Wellesley (1760–1842) folgte dem Vater als Earl of Mornington und wurde 1799 zum Marquess Wellesley erhoben.
Als Kind kränklich und wenig ehrgeizig, aber musikalisch begabt (er spielte gerne und oft Violine), stand er ganz im Schatten seiner beiden älteren Brüder. Nach dem Besuch des Eton College von 1781 bis 1785, wo er sich wenig hervortat, sandten ihn seine Eltern zunächst zum 73rd Regiment of Foot der British Army, in das er am 7. März 1787 im Rang eines Ensign eintrat. Danach besuchte er die Militärakademie in Angers, Frankreich.

### Militärische Karriere
Im Jahre 1788 wurde Wellesley zum Lieutenant des 76th Regiment of Foot befördert. 1789 wechselte er als Lieutenant des 12th (The Prince of Wales’s) Regiment of (Light) Dragoons zur Kavallerie, stieg 1791 zum Captain des 58th Regiment of Foot auf und wechselte 1792 als Captain zum 18th Regiment of (Light) Dragoons. Im Juni 1793 wurde er Major des 33rd Regiment of Foot und wurde im September 1793 als Lieutenant-Colonel zum Kommandeur dieses Regiments befördert. Sein schneller Aufstieg wurde durch das damals übliche Kaufsystem ermöglicht. Während der ganzen Zeit war er Adjutant des Vizekönigs von Irland.
Seine aktive militärische Karriere begann 1794, als er im Ersten Koalitionskrieg mit dem Duke of York and Albany nach Flandern ging und dort am erfolglosen Feldzug gegen die Franzosen teilnahm. Er kommandierte beim Rückzug die Nachhut.

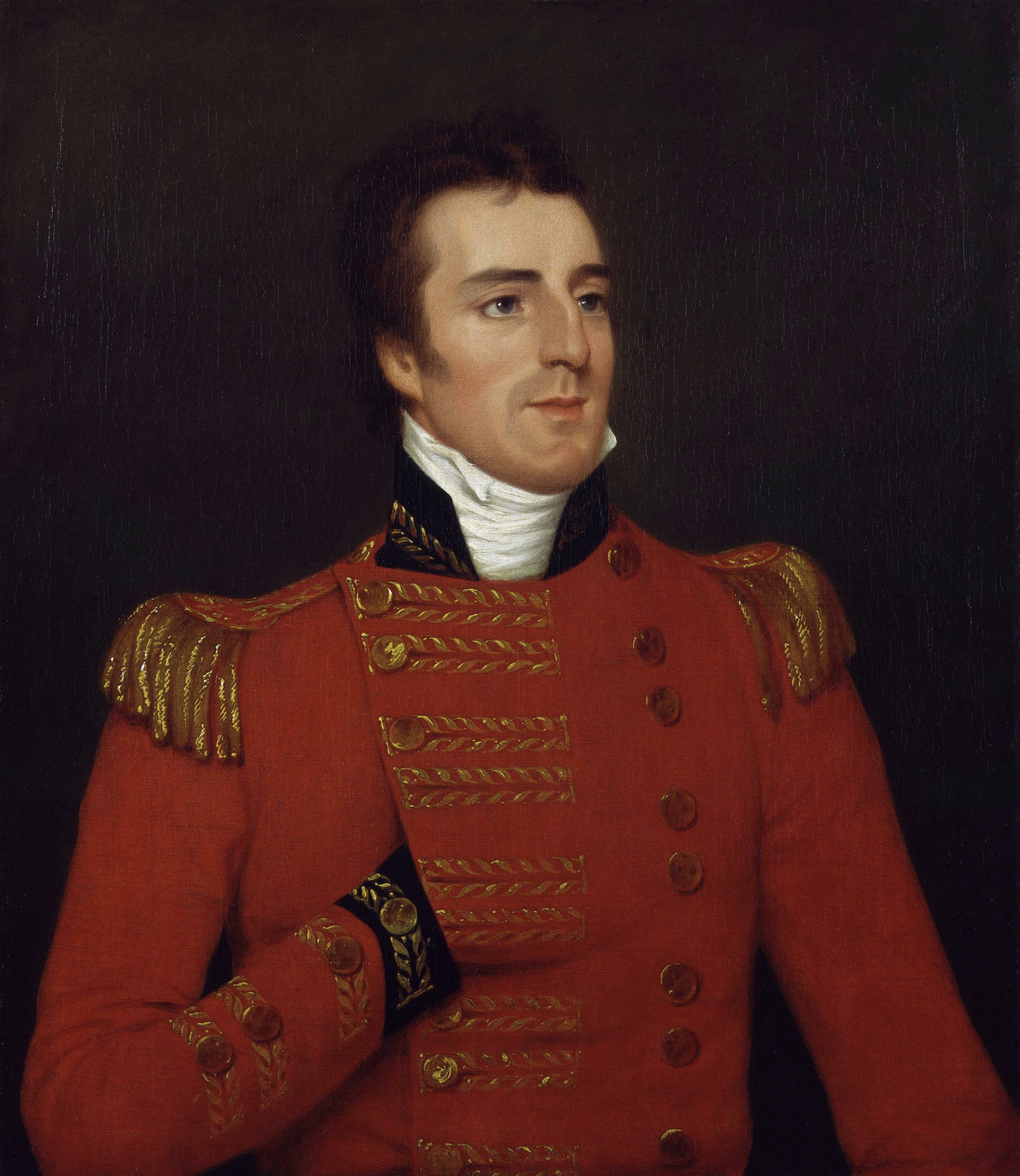
Jugendporträt Wellesleys von Robert Home (1804; National Portrait Gallery, London)

1796 wurde Wellesley zum Colonel befördert und ging mit seinem Regiment nach Britisch-Indien, wo im Jahr darauf sein älterer Bruder Richard Generalgouverneur werden sollte. Als 1799 der Vierte Mysore-Krieg gegen den Sultan von Mysore, Tipu Sultan, ausbrach, kommandierte er seine erste Division. 1802 wurde er zum Major-General befördert. Er führte 1803 einen sehr erfolgreichen Feldzug im Zweiten Marathenkrieg und konnte dabei seine militärischen Fähigkeiten erheblich ausbauen. Er wurde Oberbefehlshaber der britischen Streitkräfte in Indien und zwang ganz Südindien unter britische Herrschaft. Am 11. August 1803 nahm er die Festung Ahmednagar ein und besiegte eine überlegene Streitmacht der Marathen in der Schlacht von Assaye. In den nächsten Wochen gelang es seinen Truppen, Burhanpur und die Festung Asirgarh einzunehmen. Er stieß auf Hyderabad vor, siegte am 29. November in der Schlacht von Argaon und stürmte die Festung Gawilgarh. In Anerkennung seiner Leistungen wurde er 1804 als Knight Companion des Order of the Bath zum Ritter geschlagen und kehrte 1805 nach Großbritannien zurück, gemeinsam mit Richard, dessen Amtszeit als Generalgouverneur ebenfalls abgelaufen war.
1807 nahm Wellesley an der Expedition nach Dänemark teil und wurde 1808 zum Lieutenant-General befördert. Anfang August 1808 landete er mit 13.000 Mann in Portugal und besiegte am 21. August 1808 die französischen Truppen in der Schlacht bei Vimeiro. Wellesleys Vorgesetzte Burrard und Dalrymple, die erst nach dem Ende der Schlacht in Portugal eingetroffen waren, schlossen Ende August die Konvention von Cintra ab, die den Franzosen nicht nur den freien Abzug gewährte, sondern ihnen auch den Erhalt der Kriegsbeute und den Rücktransport auf britischen Schiffen garantierte. Diese Bedingungen wurden von der britischen Öffentlichkeit als Sieg für Frankreich empfunden; Wellesley, Burrard und Dalrymple wurden nach Großbritannien zurückbefohlen und vor einem Militärgericht angehört. Wellesley wurde entlastet und im Gegensatz zu den beiden anderen Beteiligten rehabilitiert. Am 27. Oktober 1807 vereinbarten Frankreich und Spanien im Geheimen im Vertrag von Fontainebleau (1807) die Eroberung und Teilung Portugals. Spanien gewährte den französischen Truppen den Durchmarsch durch spanisches Hoheitsgebiet.
Im Frühjahr 1809 versuchten die Franzosen ein zweites Mal, Portugal zu erobern. Wellesley kehrte nach Portugal zurück und übernahm den Oberbefehl der dortigen britisch-portugiesischen Truppen. Am 12. Mai 1809 schlug er Marschall Nicolas Soult in der Zweiten Schlacht bei Oporto. Durch den Sieg in der Schlacht bei Talavera de la Reina am 28. Juli beendete Wellesley erst einmal die französischen Ambitionen. In Anerkennung seiner Leistungen wurde er am 26. August 1809 mit den erblichen Titeln Viscount Wellington und Baron Douro zum Peer erhoben.

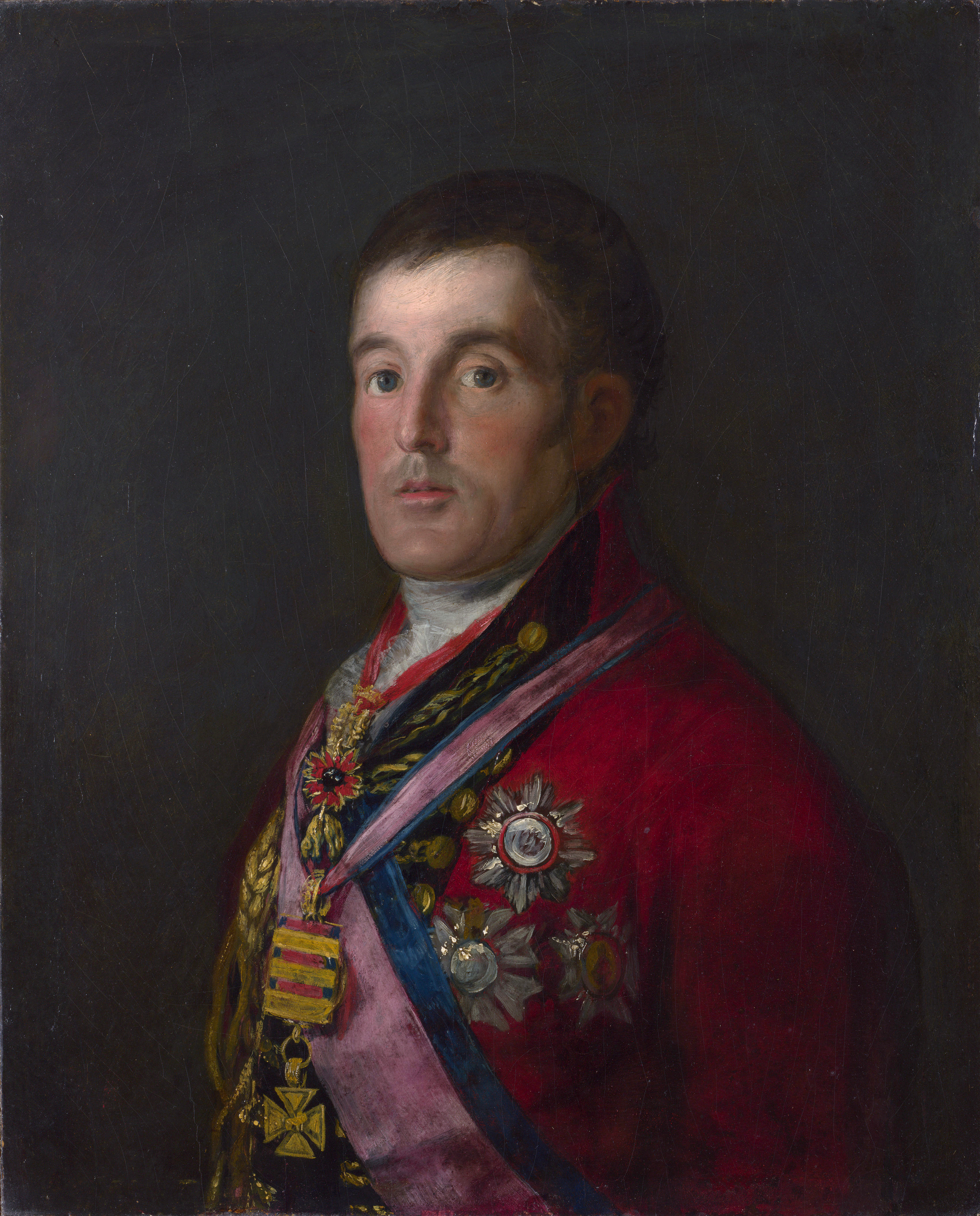
The Duke of Wellington, Ölgemälde des spanischen Malers Francisco de Goya (zwischen 1812 und 1814; National Gallery, London)

Wellesley gab zum Schutze Portugals am 20. Oktober 1809 beim britischen Ingenieur Richard Fletcher die Befestigung der Linien von Torres Vedras in Auftrag, unter dessen Leitung sie von portugiesischen Arbeitern und Soldaten errichtet wurden. Der Vormarsch der Franzosen unter Marschall Masséna erhielt am 27. September 1810 in der Schlacht von Buçaco einen empfindlichen Rückschlag, gleichwohl blieb die Hauptstadt Lissabon weiterhin bedroht. Am 3. April 1811 scheiterte mit der Schlacht von Sabugal der letzte Versuch Frankreichs, Portugal zu erobern. Danach schwenkte die Stimmung in Spanien auf die britische Seite um; Wellesley wurde zum General befördert und auch Oberkommandierender der spanischen Streitkräfte. Lord Beresford erhielt den Oberbefehl über die reorganisierten portugiesischen Streitkräfte. Nachdem bekannt geworden war, dass die französischen Truppen im Westen Spaniens reduziert wurden, marschierte Wellington nach Ciudad Rodrigo und nahm diese Stadt nach kurzer Belagerung am 19. Januar 1812 ein, wofür er durch den Prinzregenten Georg am 28. Februar 1812 zum Earl of Wellington erhoben wurde. Ab 27. März 1812 begannen die Verbündeten die dritte Belagerung von Badajoz, Wellington nahm die Stadt nach drei Wochen unter Verlust von etwa 4.000 Mann auf britischer Seite am 7. April ein. Die Eroberung erlaubte es den Briten, eigene Operationen im zentralen Spanien einzuleiten. Während ein britisches Korps unter General Hill zwischen den französischen Armeen Marmont und Soult Richtung Tajo vorrückte, wandte sich die britische Hauptmacht nach León. Am 21. Juli erwarteten die Franzosen den Gegner am Tormes und in Stellungen auf den Arapilen, und am 22. Juli schlug Wellington sie in der Schlacht von Salamanca. Wellington konnte infolge dieser Kämpfe am 12. August Madrid besetzen, wurde aber kurz darauf wieder aus der Stadt vertrieben und musste die geplante Belagerung von Burgos aufgeben. Am 4. Oktober 1812 wurde ihm der erbliche Titel Marquess of Wellington verliehen.
Nach der Niederlage Napoleons in Russland und dem Beginn der Kämpfe in Deutschland erhielten die französischen Truppen in Spanien keine Verstärkung mehr. Wellington verbrachte den Winter damit, seine Armee zu reorganisieren, und plante, die iberische Halbinsel im Frühjahr 1813 gänzlich freizukämpfen. Im Mai 1813 begann Wellingtons abschließende Offensive von Portugal aus zwischen Duero und Tajo, in der er zunächst die nördlichen Provinzen Spaniens eroberte und sein Hauptquartier von Lissabon nach Santander verlegte. Wellingtons Truppen marschierten durch das kastilische Hochland in Richtung Kantabrien, um die französische Hauptmacht durch Abschneidung der Verbindungswege zum Rückzug aus Zentralspanien zu zwingen. Er griff die französische Hauptmacht unter Joseph Bonaparte am 21. Juni 1813 in der entscheidenden Schlacht von Vitoria mit drei Kolonnen an. Die Schlacht beendete Napoleons Herrschaft in Spanien. Am 7. Juli begann Wellington die Belagerung von San Sebastian. Im Herbst 1813 rang er, inzwischen zum Feldmarschall befördert, mit den Truppen des neuen französischen Oberbefehlshabers Soult auf breiter Front um die Übergänge in den Pyrenäen. In Südfrankreich eindringend, lieferte er sich mit Soult noch am 10. April 1814 die blutige Schlacht bei Toulouse, dann folgte mit der Abdankung Napoleons das Kriegsende.
Am 11. Mai 1814 verlieh der Prinzregent stellvertretend für seinen Vater Georg III. ihm die erblichen Adelstitel Duke of Wellington und Marquess Douro.

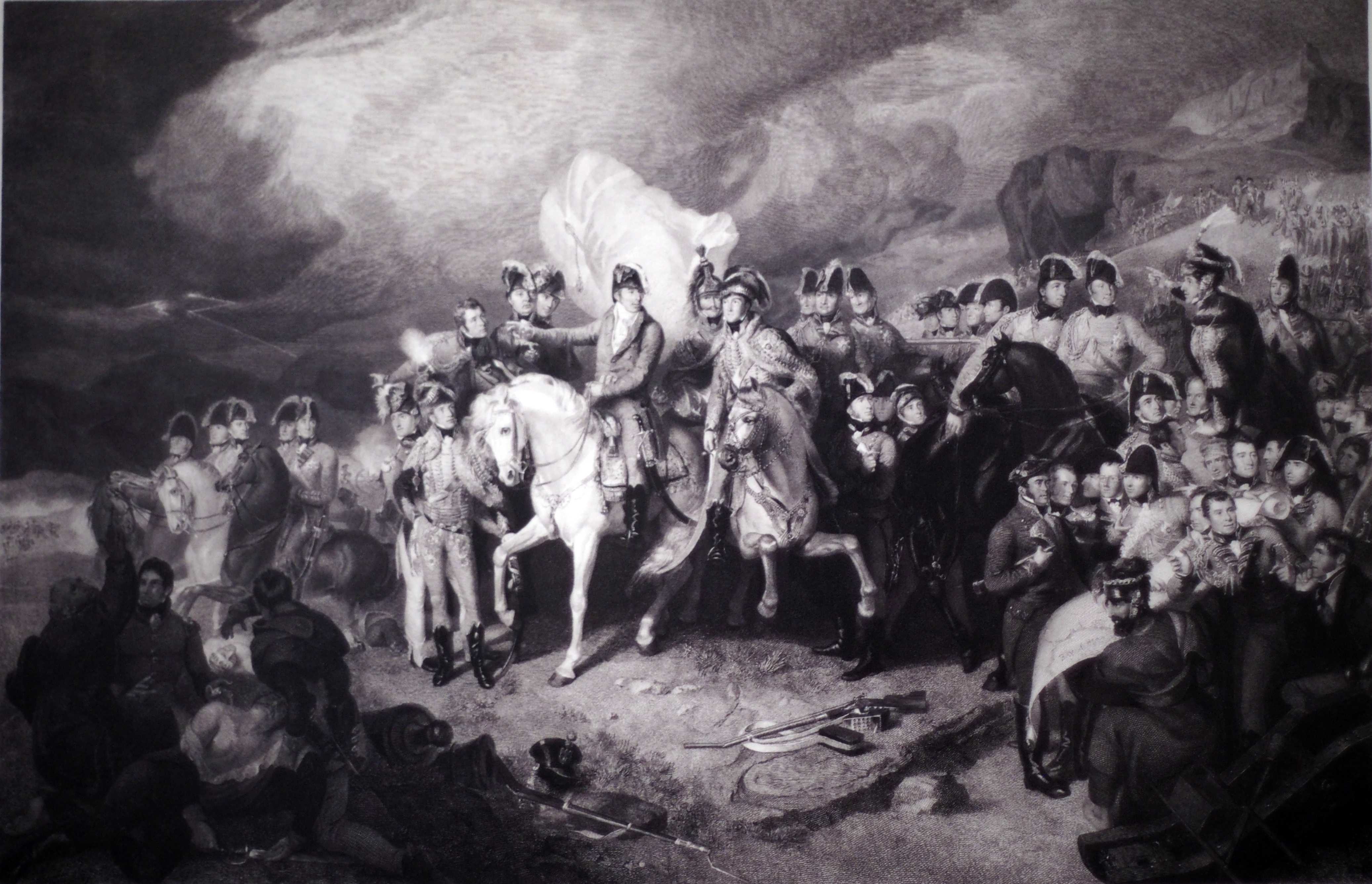
Feldmarschall Herzog von Wellington gibt seinen Generälen Befehle zum weiteren Vorgehen, Kupferstich von Thomas Heaphy (1822; Bomann-Museum, Celle)

Der Duke nahm im Frühjahr 1815 unter Lord Castlereagh auch an mehreren Sitzungen des Wiener Kongress teil. Im Februar wurde Wellington nach dessen Abberufung nach England Hauptbevollmächtigter in Wien, bevor er März 1815 nach der Rückkehr Napoleons aus Elba den Oberbefehl im neuen Krieg gegen Frankreich erhielt. Im Raum Brüssel sammelte Wellington das verbündete Heer gegen Napoleon, darunter nur etwa 35.000 Briten, und wartete die geplante Vereinigung mit den Preußen ab. Am 18. Juni in der Schlacht von Waterloo (auch „Schlacht von Belle-Alliance“) von Napoleon angegriffen, hielten Wellingtons Truppen den französischen Angriffen solange erfolgreich stand, bis die Ankunft der Preußen den Sieg der Alliierten entschied. Das bekannte Zitat „Ich wollte, es wäre Nacht, oder die Preußen kämen“ wird Wellesley beim Warten auf die Ankunft Blüchers zugeschrieben, ist aber nicht verbürgt. Die Schlacht ging mit der Hilfe Blüchers zu Wellesleys Gunsten aus, Napoleon zog sich geschlagen zurück, für ihn bedeutete diese Schlacht das Ende seiner militärischen Karriere. Wellington hingegen wurde von den Briten als Held gefeiert, unter den Militärstrategen galt er fortan als Meister der Defensive.

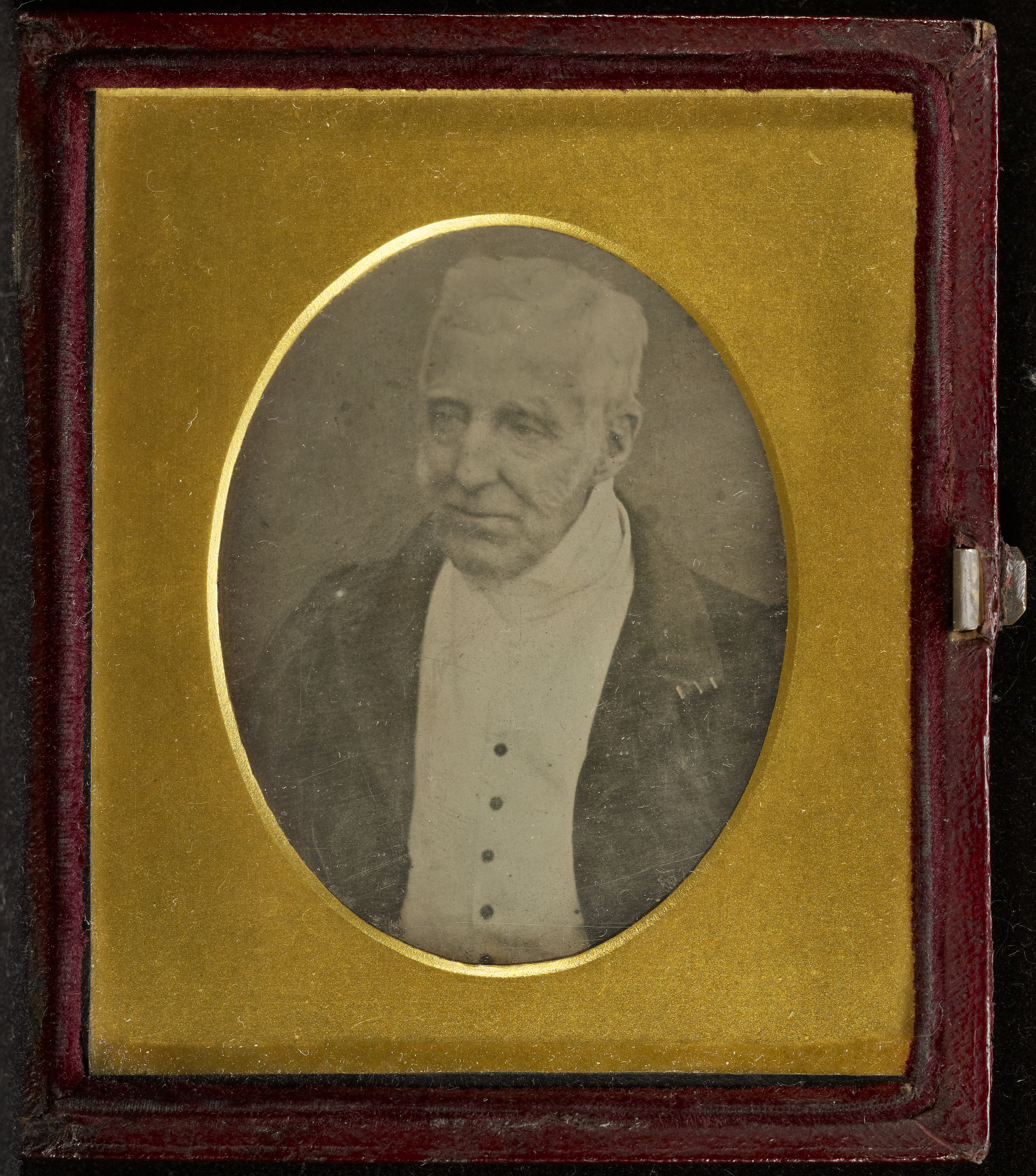
Daguerreotypie des Duke of Wellington von Antoine Claudet (1844)

1827/28 und noch einmal von 1842 bis zu seinem Tod war Wellesley Oberbefehlshaber der britischen Armee. Ab 1829 hatte er auch das Amt des Lord Warden of the Cinque Ports inne. Nach seinem Tod wurde er am 18. November 1852 in einem Staatsbegräbnis in der Krypta der St Paul’s Cathedral beigesetzt. Im Hauptschiff der Kathedrale wurde ihm ein monumentales Grabdenkmal gesetzt.

### Politisches Leben

Das Wellington Monument in der St Paul’s Cathedral

Parallel zu seiner Militärlaufbahn war er von 1790 bis 1797 Abgeordneter für den Wahlbezirk Trim im County Meath (seinem Familiensitz) im House of Commons des irischen Parlaments.
Im Jahr 1806 zog er als Abgeordneter für den Wahlbezirk Rye in Sussex ins britische House of Commons ein. Im Parlament gehörte er den Torys an. 1807 wurde er Chief Secretary for Ireland, dieses Amt gab er jedoch noch im gleichen Jahr zugunsten seiner militärischen Karriere wieder auf. 1807 war er jeweils kurzzeitig Abgeordneter für die Wahlbezirke Tralee im irischen County Kerry und Mitchell in Cornwall und war anschließend 1807 bis 1809 Abgeordneter für den Wahlbezirk Newport auf der Isle of Wight. Als er 1809 zum Peer erhoben wurde, wurde er damit auch auf Lebenszeit Mitglied des britischen House of Lords und schied dafür aus dem House of Commons aus.
Nach dem Wiener Kongress wandte er sich wieder einer politischen Laufbahn zu und erhielt 1818 ein Amt in der Tory-Regierung unter Lord Liverpool. Am 17. August 1827 wurde er Oberkommandierender der britischen Armee, doch übernahm er 1828 nach dem Tod von Canning und dem Sturz von Lord Goderich widerstrebend das Amt des Premierministers. Er führte eine erzkonservative Regierung und eine isolationistische Politik. So beendete er trotz des Siegs in der Schlacht von Navarino die Unterstützung des griechischen Freiheitskampfes. Infolge dieser Politik lehnte Prinz Leopold die ihm angebotene griechische Krone ab. Innenpolitisch setzte Wellington gegen große innerparteiliche Widerstände 1829 das Wahlrecht für Katholiken durch. Aufgrund dessen beschuldigte der Earl of Winchilsea Wellington, Großbritannien in die Abhängigkeit der römischen Kirche führen zu wollen, worauf dieser ihn auf Pistole forderte. Wellington verfehlte seinen Kontrahenten jedoch, woraufhin Winchilsea aus Angst, „den Sieger von Waterloo zu töten“, nur in die Luft schoss. Gleichzeitig versuchte er eine weitere Wahlrechtsreform zu verhindern, weswegen er bei weiten Teilen der Bevölkerung höchst unpopulär wurde. Die Verzögerung der Wahlrechtsreform und seine Unbeliebtheit weiteten sich zu Unruhen aus. Dennoch erklärte er in völliger Verkennung der Lage bei der Parlamentseröffnung nach dem Tod Georgs IV., dass er eine Wahlrechtsreform weiter ablehne. Diese Erklärung führte zum Sturz seiner Regierung am 22. November 1830. Sein Nachfolger als Premierminister Earl Grey nahm sofort eine Wahlrechtsreform in Angriff und brachte am 1. März 1831 gegen den Widerstand Wellingtons den Reform Act ins Unterhaus ein. Nachdem das Gesetz das House of Commons passiert hatte, verweigerte das House of Lords am 8. Oktober 1831 seine Zustimmung. Trotz der Gefahr eines drohenden revolutionären Umsturzes blockierte das Oberhaus das Gesetz weiter. Am 9. Mai 1832 wurde Wellington erneut zum Regierungschef ernannt. Wilhelm IV. bewog ihn, ein gemäßigtes Kabinett zu bilden. Da zahlreiche Sparer aus Protest ihre Einlagen aus der Bank of England abzogen, drohte eine Finanzkrise, so dass Wellington schon am 15. Mai wieder aufgab. Sein Nachfolger wurde wieder Earl Grey, unter dem am 4. Juni 1832 die Wahlrechtsreform vom Oberhaus verabschiedet wurde.
Die nächsten beiden Jahre verbrachte Wellington in der Opposition. Bei der Trauerfeier für Lord Althorp im Oberhaus entließ Wilhelm IV. unerwartet das Whig-Kabinett und beauftragte Wellington am 17. November 1834 mit der Bildung einer Minderheitsregierung. Dieser schlug schließlich Robert Peel, seinen langjährigen politischen Weggefährten, als Premierminister vor, während er das Amt des Außenministers übernahm. Dies war die letzte britische Regierung, die ein Monarch ohne Mehrheit im Unterhaus ernannte und sie scheiterte schon im April 1835. Peel wurde im September 1841 erneut zum Premierminister ernannt und Wellington wurde in dieser Regierung als Oberkommandierender der Armee Minister ohne Geschäftsbereich sowie Leader des House of Lords. Als Peel 1846 zurücktrat, legte auch Wellington am 27. Juni sein Amt als Führer der Mehrheitsfraktion nieder und zog sich aus der Öffentlichkeit zurück. Das Amt des Oberbefehlshabers der Armee behielt er allerdings bis zu seinem Tod.

### Privatleben
Am 10. April 1806 heiratete er Kitty Pakenham, die Tochter des 2. Baron Longford. Aus der Ehe gingen folgende Kinder hervor:
- Arthur Wellesley, 2. Duke of Wellington (1807–1884), britischer Lieutenant-General und Politiker;
- Lord Charles Wellesley (1808–1858), britischer Major-General und Politiker.

Kittys Bruder Ned war in Spanien einer von Wellingtons wichtigsten Generälen. Wellington war seit dem 7. Dezember 1790 ein Mitglied im Bund der Freimaurer (Trim No. 494) und gehörte dem renommierten Londoner Travellers Club an.

## Ehrungen und Auszeichnungen
Wellington war seit 1804 Knight Companion des Order of the Bath und wurde bei der Reform der Ordensstatuten 1815 zum Knight Grand Cross dieses Ordens erhoben. 1813 wurde er als Knight Companion in den Hosenbandorden aufgenommen und 1816 zum Großkreuzritter des Guelphen-Ordens geschlagen. 1807 wurde er ins Privy Council aufgenommen und 1847 zum Fellow der Royal Society ernannt.
Für seine Verdienste wurden ihm auch von verbündeten ausländischen Monarchen Adelstitel verliehen, so wurde er in Portugal 1811 zum Conde do Vimeiro und 1812 zum Duque de Vitória und Marquês de Torres Vedras, in Spanien 1812 zum Duque de Ciudad Rodrigo und in den Niederlanden 1815 zum Prins van Waterloo erhoben.
Die HMS Duke of Wellington, ein 131-Kanonen-Schiff der britischen Royal Navy, wurde 1852 nach ihm benannt. Sie war das Flaggschiff von Sir Charles Napier, damals Rear-Admiral of the Blue. Auch die HMS Iron Duke, das Flaggschiff der Grand Fleet im Ersten Weltkrieg war nach ihm benannt.

## Sonstiges
- Das von Wellington favorisierte Design der hessischen Militärstiefel wurde für die ersten britischen Gummistiefel verwendet, weshalb diese in Großbritannien Wellington boots oder kurz Wellingtons genannt werden.
- Nach ihm benannt sind die neuseeländische Hauptstadt Wellington sowie die Stadt Wellington in Südafrika.
- Das für ihn neu geschaffene Dukedom erhielt seinen Namen nach dem Ort Wellington, Somerset. Dort steht auf dem Wellington Hill das Wellington Monument.
- Das Filet Wellington, ein mit Blätterteig umhülltes Rinderfilet, erhielt seinen Namen zu seinen Ehren.
- Als Premierminister machte ihn seine Ablehnung der Wahlrechtsreform so unpopulär, dass er sein Londoner Stadthaus Apsley House mit eisernen Fensterblenden versehen musste, damit ihm der wütende Mob nicht die Scheiben einwarf, weswegen er den Spitznamen Iron Duke erhielt.[13] Der Spitzname Iron Duke wurde bereits dreimal für Kriegsschiffe der Royal Navy verwendet und auch in der Perry-Rhodan-Serie aufgegriffen.
- Die britische Great Western Railway benannte die Dampflokomotiven-Baureihe GWR-Klasse Iron Duke nach ihm, die als „Flying Dutchman“ über mehrere Jahrzehnte der schnellste Zug der Welt war.
- Berühmt war das Pferd von Wellington, Copenhagen. Es gibt mehrere Reiterdenkmäler des Dukes, die ihn auf Copenhagen reitend darstellen.
- 2012 erschien der Film Lines of Wellington – Sturm über Portugal, in dem die Geschichte von Wellingtons Linien von Torres Vedras dargestellt werden. Darsteller Wellingtons war John Malkovich.
- Wellington ist auf der Rückseite einer Fünf-Pfund-Banknote zu sehen.
- 2002 wurde er in einer Umfrage der BBC auf Platz 15 der 100 größten Briten gewählt.
- Ludwig van Beethoven widmete ihm das Orchesterstück Wellingtons Sieg.
- 1906 komponierte der deutsche Komponist Wilhelm Zehle den Wellington’s March, der im englischsprachigen Raum nach wie vor populär ist.
- Die Wellingtonrenbaan in der belgischen Stadt Ostende ist nach ihm benannt.

## Zitate
- „Die Geschichte einer Schlacht schreiben? Man könnte genauso gut die Geschichte einer Ballnacht schreiben wollen.“
- „Das größte Unglück ist eine verlorene Schlacht, das zweitgrößte eine gewonnene.“
- „Nichts außer einer verlorenen Schlacht kann halb so melancholisch stimmen wie eine gewonnene Schlacht.“
- „Geschichte ist jene Fabel bzw. Lüge, auf die man sich geeinigt hat.“
- „Ich kenne keine Frau, die an Liebeskummer gestorben wäre. Sie alle werden ohne größere Schwierigkeiten damit fertig und sehen dabei noch bezaubernd aus.“
- „Verschiebe nicht auf morgen, was du auch heute tun kannst, denn wenn es dir heute Spaß macht, kannst du es morgen wiederholen.“
- „Erfahrung ist die Summe der Fehler, die man gemacht hat.“
- „Das Glück dient der Tüchtigkeit.“
- „Ich wünschte, es würde Nacht oder die Preußen kämen.“ – Unbestätigtes Zitat.
- „Das geht so nicht. Schreiben wir uns einen Sieg.“[14]